# Rain (大江千里の曲)
「Rain」（レイン）は、大江千里の楽曲である。1988年に発売された7作目のオリジナル・アルバム『1234』の4曲目に収録された。作詞作曲は大江千里。オリジナル版の編曲は大村雅朗。後に『Sloppy Joe』や『2000 JOE』などのベスト・アルバムに収録され、2018年に発売された『Boys & Girls』には、ジャズ調のインストゥルメンタルが収録された。
楽曲が発表されて以降、槇原敬之や秦基博など多数のアーティストによってカバーされており、秦によるカバー・バージョンがBillboard Japan Hot 100で最高位64位を記録した。

## 曲の構成・リリース
歌詞は雨が降る街並みや人を想う不安定な心情を描いたもの。大江は本作の情景について「つつじヶ丘や調布市にあるロータリーを想い描いていた」としている。曲の中で幾度か転調し、その瞬間で歌詞の時系列が進むという構成になっており、Aメロ部分にはカノン進行が使用されている。
1988年7月21日にEPIC/SONY RECORDSからアルバム『1234』が発売され、「Rain」は「ROLLING BOYS IN TOWN」と「ハワイへ行きたい」の間の4曲目に収録された。その後『Sloppy Joe』や『2000 JOE』などのベスト・アルバムにも収録された。2008年のジャズ・ピアニストへの転向後は、本作をジャズ調にリアレンジしたインストゥルメンタルとして演奏しており、2018年に発売されたアルバム『Boys & Girls』には、このジャズ調のインストゥルメンタルが収録されている。
楽曲制作当時にディレクターを担当していた松浦善博は、本作を聴いてシングル化を希望していたが、長らくシングル・カットされることはなかった。
2022年3月18日、デビュー40周年プロジェクトの第1弾として、シングル『Rain』とアルバム『Letter to N.Y.』のアナログ盤を5月25日に完全生産限定で発売することを発表。楽曲の発表から約34年の月日を経てのシングル・カットとなった。シングルのカップリングには、2018年に発売されたアルバム『Boys & Girls』に収録のジャズ・バージョンを収録。盤面はクリアブルー仕様になっていて、ジャケットには大川直人が撮影した写真を使用。

## チャート成績
| チャート (2022年)        | 最高位 |
| ------------------------ | ------ |
| 日本 (オリコン)          | 57     |
| 日本 (Top Singles Sales) | 60     |

## カバー・バージョン
「Rain」は他のアーティストによるカバー・バージョンが発表されている。

### 槇原敬之によるカバー
槇原敬之は、1998年に発売したカバー・アルバム『Listen To The Music』で「Rain」をカバー。大江は槇原のカバー・バージョンをコンサートのMCで称賛しており、槇原は「僕らが影響を受けた時代の男性シンガーソングライターの祖のような方なので、すごくうれしかった」とコメントしている。
2014年に発売されたカバー・アルバム『Listen To The Music 3』でもカバーしており、2019年に発売のカバー・ベスト・アルバム『The Best of Listen To The Music』には、2014年に発表した音源が収録されている。槇原は本作について、高校時代から大江の曲の中でも「本当に素晴らしい」と思っていたとし、『The Best of Listen To The Music』に収録した理由について『男性シンガーソングライター』の祖として尊敬している気持ちと、この曲の構成のすばらしさに敬服してとコメントしている。

### 秦基博によるカバー
2013年2月21日、同年5月31日に公開のアニメ映画『言の葉の庭』のイメージソングとエンディングテーマを秦基博が担当することが発表され、エンディングテーマとして「Rain」のカバー・バージョンが使用されることが合わせて発表された。同映画の監督である新海誠のラブコールに応えてのカバーであるが、秦は本作を知らなかったため、「なぜ監督はこの曲を使おうと思ったのか」を考えたとのこと。アレンジについて、秦は「音楽で少し晴れやかな感情を表現しようと、アレンジャーの皆川（真人）さんとサウンドにこだわって作りましたね。ドラムやコンピュータの打ち込みはわざと80年代っぽくしたり、アコギは自分で弾いたり、サウンドメイクは自分らしくできたと思います」と語っている。また、秦は新海が「エンディングに込めようとした気持ち」もわかっていたことから、「その気持ちを見ている人に手渡すように」エピローグとして仕上げたと説明している。
2013年5月29日にシングル『言ノ葉』が発売され、「Rain」は2曲目に収録された。Billboard Japan Hot 100では最高位64位を記録。その後、2016年に配信限定で発表されたミニ・アルバム『秦 基博と映画主題歌』や、2017年に発売されたオールタイムベストアルバム『All Time Best ハタモトヒロ』（初回限定はじめまして盤）に収録された。
2013年10月18日に放送されたフジテレビ系『僕らの音楽』では大江と共演し、2016年12月7日に放送されたフジテレビ系『2016 FNS歌謡祭 第1夜』ではmiwaや藤原さくらと共演した。

### その他のアーティストによる主なカバー
2006年、TRADITIONAL BOXがシングル『航海』のカップリング曲としてカバー。
2016年、アイドルネッサンスが5月4日にTSUTAYA O-EASTで開催したワンマンライブ「シブヤで2周年を感謝するネッサンス!!」で本作を歌唱。メンバーの比嘉奈菜子は、大江の楽曲の中で本作を1番好きであることから、「皆さんからのリクエストをもらえて通じ合えてるなって思いました。カバーさせていただけて本当にうれしい」と語っている。同年に朝倉さやがアルバム『日本漬け』でカバー。
2019年6月16日に放送されたテレビ朝日系『関ジャム』で、保本真吾と関ジャニがカバー。楽器の編成は、保本がギター、錦戸亮がギター&ボーカル、丸山隆平がボーカル、村上信五がキーボード&ボーカル。
2020年、Wakanaがカバー・アルバム『Wakana Covers 〜Anime Classics〜』でカバー。
2021年、渡辺美里がカバー・アルバム『うたの木 彼のすきな歌』でカバー。編曲は島田昌典が手がけた。また渡辺は、同年12月1日に放送されたフジテレビ系『2021 FNS歌謡祭 第1夜』内の企画「次世代に歌い継ぎたい名曲カバー特集」で、水樹奈々とともに「Rain」を歌唱した。
2022年、花澤香菜がカバー・アルバム『CrosSing Collection vol.1』にてカバー。同プロジェクトは配信でのリリースを先行して行っているが、本曲はCDのみ収録のボーナストラックとなる。同年には入野自由もミニ・アルバム『NO CONCEPT』の豪華盤に付属の特典CDでカバーした。